# Young Animal
Young Animal (яп. ヤングアニマル янгу анимару), сокращ. YA или «Янани» (яп. ヤンアニ) — японский журнал манги, издаваемый компанией Hakusensha. Это мужской журнал, в котором печатается сэйнэн-манга. Был изначально выпущен в 1989 как Ежемесячный Animal House (яп. 月刊アニマルハウス гэккан анимару хаусу), но в 1992 был переименован в Young Animal. Он выходит два раза в месяц, каждую 2-ю и 4-ю пятницу.

## Манги, выходящие в Young Animal
- Юката Танака
  - Ai-Ren
- Ко Фумидзуки
  - Ai Yori Aoshi
- Хитоси Итаба
  - Mouse (сюжет — Сатору Акахори)
- Аки Кацу
  - Angel Hard
  - Futari Ecchi
  - Futari Ecchi for Ladies
  - My Silver-Colored House
- Кэнтаро Миура
  - Berserk
- Томотика Мияно
  - Yubisaki Milk Tea
- Ёкусару Сибата
  - Air Master
- Идзуми Такэмото
  - Twinkle Star Nonnonzie
- Сакура Такэути
  - Chocotto Sister
- Тика Умино
  - March Comes in Like a Lion
- Нобуто Хагио
  - Yuria 100 Shiki

## Тиражи
| 2004 год | 2005 год | 2006 год | 2007 год | 2009 год |
| -------- | -------- | -------- | -------- | -------- |
| 201,083  | 201,209  | 196,334  | 186,167  | 168,667  |